# Berbérine
La berbérine est un alcaloïde produit par certains végétaux qui est très utilisé dans la pharmacopée asiatique. Elle serait mentionnée dans le « Shennong Ben Cao Jing » premier traité chinois de phytothérapie datant de 200 avant J.C. Parmi les plantes médicinales, la berbérine est un alcaloïde isoquinoléique que l'on trouve dans les espèces du genre Berberis. Des études de faible qualité menées chez l'homme ou le plus souvent sur la souris voire in vitro ont suggéré qu'en agissant sur diverses voies cellulaires, la berbérine posséderait des propriétés antibactérienne, antifongique, antivirale, anti-inflammatoire, antipyrétique, antidiarrhéique, antiarythmique de classe III, métaboliques (améliorant l'hyperglycémie, le diabète de type 2, les hyperlipidémies, tant l'hyper-cholestérolémie que l'hyper-triglycéridémie), neuroprotectrice, anti-âge,. Toutefois, en 2018, il n'y a pas d'efficacité thérapeutique prouvée, mais des effets sont considérés comme probables dans le traitement des aphtes, du diabète, de l'hypertension, de l'hypercholestérolémie et du SOPK. La berbérine a fait l'objet, le 1/8/2019, d'un avis de l'ANSES (Agence nationale de sécurité sanitaire de l'alimentation, de l'environnement et du travail) qui alerte sur le risque de surconsommation.

## Physiologie
La biodisponibilité de la berbérine est faible, ce qui signifie que seulement une petite proportion de la dose ingérée traverse la barrière intestinale, arrive au foie par la veine porte, où elle est partiellement métabolisée et se distribue enfin dans tout l'organisme via la voie artérielle. Mais ce n'est pas un gros problème, l'action systémique de la berbérine passant pour une part importante via soit la modification du microbiote intestinal et de ses métabolites, soit après métabolisation de la berbérine par ce même microbiote.
La demi-vie de la berbérine est également faible, de l'ordre de 4 h. Cela implique que les doses quotidiennes doivent être idéalement réparties en trois prises. Pour un adulte la dose quotidienne va généralement de 500 mg à 1 500 mg. Les contre-indications sont les enfants et la femme enceinte. Les effets secondaires, lors de fortes doses, sont constipation ou inconfort digestif.
Dans les cellules, la berbérine se localise notamment dans les mitochondries où elle inhibe le complexe I de la chaîne respiratoire, diminuant ainsi la production d'ATP et l'activation subséquente de l'AMPK, ce qui entraîne la suppression de la signalisation mTOR.

## Liste de recherches

### Infections

#### Infections bactériennes
La berbérine possède un large spectre antibactérien. Certaines recherches ont été entreprises sur l'utilisation possible contre l'infection par Staphylococcus aureus résistant à la méthicilline (SARM). La berbérine est considérée comme un antibiotique,. Lorsqu'elle est appliquée in vitro et en association avec la méthoxyhydnocarpine, un inhibiteur des pompes à résistance multiple aux médicaments, la berbérine inhibe la croissance de Staphylococcus aureus et de Microcystis aeruginosa, une cyanobactérie toxique.

#### Parodontite
La maladie parodontale est une maladie des tissus parodontaux associée à une infection bactérienne caractérisée par la destruction des structures de soutien dentaire, y compris l'os alvéolaire. L'objectif idéal du traitement parodontal est la régénération complète de l'os alvéolaire dans un micro-environnement sain, exempt d'infection.
La berbérine inhibe non seulement fortement la croissance de Porphyromonas gingivalis, mais également la gingipaïne, son facteur principal de virulence dans le processus de destruction du tissu parodontal.
Dans les cellules souches mésenchymateuses osseuses l'expression de nombreux gènes liés à l'ostéogenèse est perturbée par l'infection à Porphyromonas gingivalis. En rétablissant l'expression physiologique de ces gènes via la voie de signalisation Wnt / β-caténine, la berbérine favorise la différenciation ostéogénique permettant une régénération osseuse parodontale.
Les pouvoirs antibactérien et anti-gingipaïne combinés à la promotion de la différenciation ostéogénique, permettent ainsi à la berbérine de régénérer efficacement les tissus parodontaux,.

#### Infections fongiques
Le chlorhydrate de berbérine exerce des effets inhibiteurs sur Trichophyton mentagrophytes qui peut infecter tous les mammifères, y compris les lapins, provoquant de graves infections entraînant des pertes économiques considérables pour les éleveurs de lapins.

#### Infections virales

##### Cytomégalovirus
L'identification et la validation de nouvelles petites molécules capables d'inhiber la réplication du cytomégalovirus humain (HCMV) restent une priorité pour développer des alternatives aux inhibiteurs de l'ADN polymérase actuellement utilisés, qui présentent souvent une toxicité à long terme et peuvent induire une résistance croisée. De faibles concentrations micromolaires de berbérine inhibent la réplication de différentes souches de HCMV, y compris des isolats cliniques et des souches résistantes aux inhibiteurs approuvés de l'ADN polymérase, en interférant avec l'activité transactivante de la protéine virale Immediate Early-2 (IE2).

##### Hépatite C
Malgré l'avènement des antiviraux à action directe (AAD), le virus de l'hépatite C (VHC) reste un problème de santé publique important dans le monde. Il n'existe actuellement aucun vaccin efficace contre ce virus et les AAD actuellement utilisés ne peuvent prévenir l'infection de novo, y compris en cas de greffe du foie où le foie du donneur est inévitablement réinfecté. Le développement d'inhibiteurs de l'entrée du VHC à l'aide de petites molécules dérivées de la nature peut aider à élargir ou compléter les options de traitement actuelles. La berbérine a été identifiée en tant qu'inhibiteur puissant de l'entrée du VHC qui mérite une évaluation plus approfondie, en particulier pour son utilisation dans le cadre d'une greffe afin d'éviter la réinfection du greffon par le VHC.

##### Virus Zika
Le virus Zika (ZIKV) est associé à de graves problèmes de santé et des recherches intensives ont été entreprises pour découvrir différents moyens de prévenir et de traiter l'infection. La berbérine et l'émodine se sont révélées particulièrement efficaces contre l'entrée et la réplication de plusieurs virus, déclenchant notamment un effet virucide puissant sur le ZIKV.

##### VIH
Bien que l'hypercholestérolémie augmente le risque cardiovasculaire chez les patients infectés par le virus de l'immunodéficience humaine (VIH), les statines sont sous-utilisées dans cette population en raison du risque d'interactions médicamenteuses avec le traitement antirétroviral. Une administration prolongée chez 30 patients infectés par le VIH sous traitement antirétroviral d'une association de levure de riz rouge et de berbérine s'est accompagnée d'une réduction jugée significative du taux de cholestérol plasmatique et de PCSK9, atténué l'inflammation infraclinique et amélioré la rigidité artérielle.

### Maladies cardio-vasculaires
La berbérine atténue le dysfonctionnement cardiaque chez le rat via l'amélioration de l'hyperglycémie et de l'hypercholestérolémie, atténuant l'accumulation de lipides cardiaques et favorisant le transport du glucose.

#### Infarctus du myocarde
Lors de lésions d'anoxie-réoxygénation (ou ischémie-reperfusion), comme lors d'un infarctus myocardique, d'une opération de pontage coronarien ou d'une transplantation cardiaque elle réduit l'autophagie et l'apoptose des cardiomyocytes en augmentant l'expression de Bcl-2 et Bcl-xl. L'inflammation y jouant également un rôle important, la berbérine inhibe la voie NF-κB médiée par MAPK p38, ce qui diminue les cytokines inflammatoires IL-6, TNF-α, IL-10 et IL-17A. Enfin, la berbérine atténue le remodelage ventriculaire gauche et le dysfonctionnement cardiaque après un infarctus aigu du myocarde.
En cas d'insuffisance cardiaque, la berbérine est utile en diminuant notamment les lipides sanguins, la pression artérielle, le rythme cardiaque  et le poids corporel. Elle est également utile contre le dysfonctionnement du myocarde induit par les LPS,.

#### Dyslipidémie
Une association nutraceutique contenant une levure de riz rouge, de la berbérine liposomale et de la curcumine, prise une fois par jour pendant 8 semaines, a démontré une amélioration des paramètres lipidiques et inflammatoires chez des patients présentant une hypercholestérolémie légère à modérée.
Par rapport aux valeurs initiales, la combinaison nutraceutique a entraîné une réduction statistiquement significative des paramètres lipidiques : cholestérol total (-20,4 %, p <0,05), LDL (-27,6 %, p <0,05), LDL oxydées (-23,2 %, p <0,05), triglycérides (-17,9 %, p <0,05), mais également des marqueurs d'inflammation, tels que la CRP ultra-sensible (-15,4 %, p <0,05) et le TNF-α (-14,3 %, p <0,05).
La proprotéine convertase subtilisine/kexine de type 9 (PCSK9) est une enzyme qui participe au métabolisme du cholestérol. Dans le foie, elle se fixe aux récepteurs du LDL-cholestérol et induit leur dégradation. Ce phénomène ralentit le captage et la dégradation du LDL-cholestérol, augmentant ainsi les taux sanguins. Elle est également exprimée dans les entérocytes, où elle augmente l'absorption des triglycérides, et dans les cellules musculaires lisses des vaisseaux sanguins. Elle faciliterait de plus l'apoptose et contribuerait au syndrome inflammatoire et à la réponse en cas de choc septique. Le taux sanguin de PSCK9 est corrélé avec le risque vasculaire et, malheureusement, les statines augmentent le taux sérique de PCSK9.
Une association contenant une levure de riz rouge et de la berbérine présente l'avantage de réduire significativement aussi bien les taux de cholestérol plasmatique que de PCSK9, tout en atténuant l'inflammation et améliorant la rigidité artérielle.

#### Hypertension artérielle pulmonaire
L'hypertension artérielle pulmonaire (HTAP) est une maladie diffuse du remodelage microvasculaire pulmonaire accompagnée d'une prolifération maligne de cellules musculaires lisses de l'artère pulmonaire, qui provoque une élévation persistante de la pression artérielle pulmonaire conduisant à l'hypertrophie ventriculaire droite (HVD).
Malheureusement, les traitements actuels ciblant le remodelage vasculaire pulmonaire et l'HVD restent peu efficaces pour inverser l'HTAP et empêcher les décès.
Chez les patients atteints d'HTAP, la suractivation de Src, une protéine tyrosine kinase, joue un rôle important dans la croissance, la prolifération et l'invasion des cellules tumorales.
La berbérine inhibe l'activation de Src et inverse significativement le remodelage vasculaire pulmonaire distal dans l'HTAP via la voie de signalisation Akt / mTOR / HIF-1α (facteur-1α inductible par l'hypoxie). Par ce mécanisme, la berbérine entraîne une diminution de la pression systolique ventriculaire droite et finalement une amélioration de l'HVD.
En outre, la berbérine atténue l'hypertension artérielle pulmonaire induite par l'hypoxie via diverses voies :
- augmentation du récepteur de la protéine morphogénétique osseuse de type II (BMPR-II) et de ses molécules en aval P-smad1 / 5
- diminution de l'expression du facteur de croissance transformant-β (TGF-β) et de ses molécules en aval -smad2 / 3
- diminution de l'antigène nucléaire de cellules en prolifération (PCNA) et de l'actine du muscle lisse α
- augmentation du récepteur γ activé par les proliférateurs de peroxysomes (PPAR-γ) Notre étude a démontré que l'effet protecteur du BBR contre les HAP induits par l'hypoxie chez un modèle de souris peut être obtenu par une modification de la signalisation du BMPR-II et du TGF-β

### Pathologies métaboliques

#### Stéatose hépatique non-alcoolique (NASH)
L'inhibition de la β-oxydation mitochondriale (β-OX) des lipides participe à la pathogenèse de la NASH. La berbérine soulage la NASH en activant le SIRT3 qui régule la β-OX mitochondriale en désacétylant son substrat, l'acyl-coenzyme A déshydrogénase à longue chaîne (LCAD). Ainsi la berbérine améliore de manière significative le métabolisme systémique et hépatique des lipides. La berbérine atténue donc l'inhibition de la β-OX des acides gras qui est induite par un régime riche en graisses, en partie par la désacétylation du LCAD médiée par SIRT3.

#### Syndrome des ovaires polykystiques
Récemment, de nouvelles preuves ont montré que le microbiote intestinal était étroitement lié aux maladies métaboliques telles que le diabète de type 2, l'obésité et le syndrome des ovaires polykystiques (SOPK).
Le SOPK est un syndrome endocrinien et métabolique fréquent chez les femmes en âge de procréer, souvent associé à une résistance à l'insuline. La résistance à l'insuline et l'intolérance au glucose sont des complications métaboliques très courantes chez les femmes atteintes du SOPK, en particulier chez celles présentant un excès de poids.
Dans une étude, des suppléments de probiotiques, en restaurant la diversité du microbiote intestinal, ont amélioré la fonction de reproduction et le SOPK. La berbérine, quant à elle, a considérablement réduit la diversité des espèces bactériennes et la quantité de microbiote intestinal et n'a montré aucune amélioration du SOPK.
Une méta-analyse sur 9 essais contrôlés randomisés a démontré les résultats suivants : aucune différence significative n'a été observée entre la berbérine (BBR) et la metformine (MET) en ce qui concerne le soulagement de la résistance à l'insuline, l'amélioration du métabolisme des glucides et des lipides ou l'état de la fonction endocrinienne de la reproduction. Le MET associé au BBR n'était pas supérieur au MET seul, mais l'acétate de cyprotérone (CPA) associé au BBR était supérieur au CPA seul pour l'amélioration de certains indices du système endocrinien de la reproduction. La combinaison de BBR et d'herbes chinoises a également montré un effet positif. Cependant, les données sont insuffisantes pour tirer des conclusions sur l'effet du BBR sur le SOPK associé à une insulino-résistance.
Les stratégies visant à traiter l'excès de poids et l'adiposité abdominale, par la modification du mode de vie et les médicaments sensibilisant à l'insuline, peuvent améliorer la résistance à l'insuline et la tolérance au glucose chez les femmes atteintes de SOPK. Cependant, l'amélioration des signes et des symptômes du SOPK nécessite généralement une perte de poids importante pour qu'elle soit perceptible. La chirurgie bariatrique est apparue comme l'approche la plus efficace pour les patientes obèses atteintes de SOPK, car l'intolérance au glucose, le diabète et le SOPK disparaissent dans la plupart des cas. À l'heure actuelle, le rôle des nouveaux médicaments ciblant la résistance à l'insuline et / ou le diabète, tels que les inositols, la berbérine, le resvératrol et les traitements à base d'incrétine n'a pas encore été correctement établi.

### Pathologies ostéo-articulaires

#### Ostéoporose
L'ostéoporose résulte d'une perturbation du remodelage osseux, caractérisé par une formation excessive d'ostéoclastes qui entraîne une perte osseuse. Chez la souris, la berbérine inhibe de manière significative la formation d'ostéoclastes en agissant sur de multiples voies de signalisation. Par exemple, la berbérine supprime la différenciation des ostéoclastes induite par le RANKL (receptor activator of NF-κB ligand) en inhibant l'expression de c-Fos et de NFATc1. Elle inhibe également la phosphorylation de Akt, p38 et ERK, ainsi que la dégradation de I-κB induites par RANKL. Cette perte osseuse peut notamment être médiée par le lipopolysaccharide (LPS).

#### Discopathie inter-vertébrale
La dégénérescence discale intervertébrale (DDI) est largement considérée comme l'une des principales causes des lombalgies chroniques. Son évolution est étroitement liée à l'inflammation, à l'apoptose des cellules du noyau pulpeux et à la dégradation de la matrice extracellulaire.
Par inhibition de la voie NF-κB, la berbérine diminue des facteurs cataboliques tels que différentes métalloprotéinases, tout en augmentant des facteurs anaboliques. La berbérine empêche la dégradation de la matrice extracellulaire et l'apoptose des cellules du noyau pulpeux des disques intervertébraux. En inhibant la réponse inflammatoire, la berbérine possède donc un potentiel thérapeutique dans le traitement de la DDI et la prévention de l'arthrose.

#### Arthrite
La berbérine est dotée d'excellentes propriétés anti-inflammatoires, en réduisant le gonflement articulaire, l'infiltration des tissus et leur destruction par des cellules inflammatoires.
La berbérine a des effets thérapeutiques significatifs en régulant la polarisation des macrophages via la voie AMPK / NF-кB : augmentation de l'AMPK et inhibition de la voie NF-kappa-B avec diminution de la cyclo-oxygénase-2 (COX-2).
La berbérine diminue la fonction phagocytaire des macrophages et rétablit leur équilibre M1 / M2 en réduisant, d'une part, les taux de cytokines M1 (facteur de nécrose tumorale-α ou TNF- α, IL-1β et IL-6) ainsi que de l'oxyde nitrique synthase inductible (iNOS) et, d'autre part, en augmentant les niveaux de cytokines M2 (IL-10 et facteur de croissance transformant-β1ou TGF- β1) ainsi que de l'arginase 1 (Arg1).
La berbérine réduit également le rapport cellules Th17 / Treg.

## Espèces végétales à berbérine
- Argemone mexicana (argémone mexicaine)
- Berberis aristata : Inde himalayenne, Népal et zones humides du Sri Lanka
- Berberis vulgaris (épine vinette)
- Hydrastis canadensis L. (hydraste du Canada)
- Berberis aquifolium (mahonia à feuille de houx)
- Coptis japonica
- Thalictrum flavum L. (pigamon jaune)
- Papaver dubium (pavot douteux)[48]